# 伊维沙克河
伊维沙克河（Ivishak River）是美国阿拉斯加州北坡自治市鎮萨加瓦尼克托克河的一条153公里長的支流。伊维萨克河發源自冰川，隨後流向东北方向，然后再流向西北方向，並穿过菲利普-史密斯山脉和北极国家野生动物保护区的北麓。它最終在普拉德霍灣南部的沿海平原上流入萨加瓦尼克河。 
1980年12月2日，伊维沙克河一段129公里的河流被指定为国家野生风景名胜河。